# Ведраре
Ведраре е село в Централна България, община Карлово, област Пловдив.

## География
Село Ведраре се намира на около 50 km север-североизточно от областния център град Пловдив, около 9 km югоизточно от общинския център град Карлово и около 8 km запад-югозападно от град Калофер. Разположено е в югоизточната част на Карловската котловина, край Бяла река, ляв приток на Стряма. Надморската височина в центъра на селото е около 356 m. Климатът е преходно-континентален. Почвите са предимно наносни и наносно-карбонатни.
Общински път от Ведраре на северозапад води – след кръстовище с третокласния републикански път III-641 и село Марино поле – до Карлово. Път III-641 на североизток води до връзка с първокласния републикански път I-6 (Подбалкански път) (Карлово на запад – Калофер на изток), а на юг води до град Баня и връзка там с второкласния републикански път II-64, водещ на юг към пътен възел с автомагистрала Тракия и Пловдив.
Землището на село Ведраре граничи със землищата на: село Васил Левски на север; село Куртово на североизток; село Горни Домлян на изток; село Бегунци на юг; град Баня на югозапад; село Соколица на югозапад; село Марино поле на запад.
Етническият състав на населението на село Ведраре по численост и дял на етническите групи според преброяването през 2011 г. е:
| Етнически групи     | Численост | Дял (в %) |
| Общо                | 1106      | 100       |
| Българи             | 692       | 62,57     |
| Турци               | 30        | 2,71      |
| Цигани              | 153       | 13,83     |
| Други               | ,,,       | ...       |
| Не се самоопределят | 4         | 0,36      |
| Не отговорили       | 226       | 20,43     |

Към 15 март 1924 г. в село Ведраре има регистрирани: 1120 души по постоянен адрес; 1094 души по настоящ адрес; 950 души по постоянен и настоящ адрес в същото населено място.
Числеността на населението на село Ведраре по данните от преброяванията от 1934 г. насам се променя както следва:
| \| Година на преброяване \| Численост \| \| --------------------- \| --------- \| \| 1934 \| 446 \| \| 1946 \| 520 \| \| 1956 \| 1256 \| \| 1965 \| 1630 \| \| 1975 \| 1382 \| \| 1985 \| 1564 \| \| 1992 \| 1354 \| \| 2001 \| 1253 \| \| 2011 \| 1106 \| \| 2021 \| 1018 \| |           |
| Година на преброяване | Численост |
| 1934 | 446       |
| 1946 | 520       |
| 1956 | 1256      |
| 1965 | 1630      |
| 1975 | 1382      |
| 1985 | 1564      |
| 1992 | 1354      |
| 2001 | 1253      |
| 2011 | 1106      |
| 2021 | 1018      |

Населението на Ведраре нараства от 1946 г. до 1956 г. с около 740 души, а до 1965 г. – с повече от 1100 души, което е свързано с развитието върху територията на селото на промишлено производство на трактори и други селско-стпански машини (Комбинат за трактори, основан през 1940 г. като работилница) и – вероятно, във връзка с това нарастване на населението в западната част на селото е построен комплекс от 5-етажни жилищни блокове върху площ около 4 – 5 ha. В североизточната част на селото около 80 – 90 ha са ползвани предимно за промишленост.

## История
След Руско-турската война 1877 – 1878 г. по Берлинския договор 1878 г. село Ведраре – тогава с име Куфаларе, остава в Източна Румелия. Село Куфаларе е присъединено към България след Съединението 1885 г. При преброяването на населението през 1893 г. село Куфаларе, община Дуганджии (Соколица), околия Карлово, окръг Пловдив има 231 жители. Село Куфаларе е преименувано на Ведраре през 1934 г.
Училище в село Куфаларе (Ведраре) има от 1889 г. През 1925 г. в селото е построена училищна сграда. Училището получава името „Кирил и Методий“. През 1963 г. учениците са настанени в нова учебна сграда. Оформени са 15 паралелки от I до VIII клас с 399 ученика. През учебната 1965 – 1966 г. в двора на училището са построени волейболни и баскетболни площадки. През 1970 г. училището във Ведраре обединява и училищата от селата Соколица, Домлян, Бегунци, Горни Домлян и Куртово.
Потребителна кооперация е основана в село Ведраре през 1937 г. като кредитна кооперация „Пробуда“ (преименувана на „Напредък“). От 1948 г. става Всестранна кооперация „Напредък“, впоследствие – Потребителна кооперация „Напредък“. През 1967 г. кооперацията се слива с Градска потребителна кооперация „Напредък“ – Карлово и прекратява своето самостоятелно съществуване.
В землището на Ведраре е Карловският тракторен завод (лозарски трактори, фрези и други). Построен е във Ведраре от Трудова повинност (Строителни войски) през 1960-те години.
Професионално техническо училище (ПТУ) е открито в село Ведраре през 1961 г. Курсът на обучение е двегодишен след седми клас. През 1967 г. училището прераства в Средно професионално училище по машиностроене (към тракторния завод) с тригодишен курс на обучение. От 1 септември 1986 г. училището става филиал на Обединено техническо училище „Христо Ботев“ – Карлово. Училището е закрито със Заповед на министъра на образованието и науката от 12.06.2007 г., обжалвана по съдебен ред, влязла в сила от 09.07.2008 г. по решение на Върховния административен съд.

## Религии
- Предимно православно християнство

## Обществени институции
Село Ведраре към 2025 г. е център на кметство Ведраре.
В село Ведраре към 2025 г. има:
- читалище „Развитие - 2016 с. Ведраре“;[21][22]
- действащо основно училище „Свети Свети Кирил и Методий“;[23]
- православна църква „Св. св. Кирил и Методий“;[24]
- пощенска станция.[25]

## Културни и природни забележителности
Южно от село Ведраре, в землището на село Бегунци, западно от пътя между двете села се намира местността „Момини гърди“ – нисък рид с два малки хълма, наподобяващи отдалече женски гърди.

## Редовни събития
- На 24 май се провежда тържествен събор и свирят оркестри.